# Thai-Aubergine
Die Thai-Aubergine (Solanum melongena L.) gehört zur Familie der Nachtschattengewächse (Solanaceae). Sie wird auch als Kantakari bezeichnet und auf Thai มะเขือเปราะ (gesprochen: mákʰɯ̌ːa-prɔ̀ʡ) genannt.

## Systematik
Wie auch die kultivierte Aubergine, gehört die Thai-Aubergine zur Untergattung Leptostemonum, Sektion Melongena innerhalb der Gattung Nachtschattengewächse (Solanum). Solanum virginianum ist eine sympatrische Art der Wildform von Solanum melongena var. insanum. In Kreuzungsversuchen erzeugten Hybride aus beiden Arten teilweise fruchtbare Nachkommen.

## Beschreibung
Die Thai-Aubergine ist eine einjährige, krautige Pflanze, die ca. 80 Zentimeter hoch wird. Die Laubblätter sind buchtig gezähnt; die Stiele und Blattadern haben Dornen. Die Thai-Aubergine ist in subtropischen und tropischen Regionen Asiens verbreitet und wird dort als Gemüse kultiviert. Sie bevorzugt sandige, nicht zu trockene Böden und wächst deshalb in ihrer Heimat häufig entlang von Flussufern. Die weiße Blüte erscheint in gemäßigteren Breiten ab Juli, die gelb-grün marmorierten Früchte werden ab September gebildet und geerntet, wenn sie etwa golfballgroß sind. In ihrem natürlichen Verbreitungsgebiet blüht die Pflanze zwischen November und Mai. Früchte trägt sie dort in der Zeit von Juni bis September.
Eine besondere Sorte ist beispielsweise die „Thai White Ribbed“, die plattrunde Früchte trägt. Eine andere Sorte, die manchmal als Thai-Aubergine bezeichnet wird, ist die „Kantakari“ oder „Yellow Fruit Nightshade“, die runde, gelb-grüne, golfballgroße Früchte hervorbringt. Weitere Sorten sind die „Thai Round Violet“, die runde, hellviolette Früchte hervorbringt, die „Thai Long Green“ mit sehr langen, hellgrünen Früchten, die bereits im frühen Stadium geerntet wird, und die „Thai Round Green“, die kleine, runde, grünlich-weiße Früchte mit einem Durchmesser von etwa 5 Zentimetern produziert.

## Kultivierung
Thai-Auberginen können in Kübeln oder im Freiland angebaut werden. Sie bevorzugen einen hellen, warmen Standort und können bei entsprechender Überwinterung mehrere Jahre ausdauern. Für den Anbau in Kübeln wird ein ausreichend großes Pflanzgefäß mit mindestens 10 Liter Volumen empfohlen. Die Pflanzen gedeihen gut in Kombination mit Knoblauch, Karotten oder Ringelblumen.

## Verwendung
Außerhalb Asiens ist die Thai-Aubergine als Gemüse relativ unbekannt. In der thailändischen Küche werden Thai-Auberginen vor allem für Curry-Gerichte wie „Grünes Curry“ (Kaeng Khiao Wan) oder „Rotes Curry“ (Kaeng Phet) verwendet. Sie können roh verzehrt werden und finden oft als Beilage zu Dips oder in Salaten Verwendung. Die Früchte sollten erst kurz vor der Verwendung aufgeschnitten werden, um braune Verfärbungen zu vermeiden, die auch durch Einlegen in kaltes Wasser verhindert werden können.